# Râul Valea Adâncă, Doftana
- Pentru alte râuri omonime, vedeți pagina Râul Valea Adâncă (dezambiguizare).

Râul Valea Adâncă (Doftana) este un curs de apă din județul Brașov, al patrulea afluent de stânga al râului Doftana (Tărlung) (cunoscut, de asemenea, ca Râul Doftana Ardeleană), care este la rândul său un afluent de stânga al râului Tărlung. 

## Generalități
Râul Valea Adâncă (Doftana Ardeleană) nu are afluenți semnificativi și nici nu trece prin vreo localitate.